# 第2次海部内閣
第2次海部内閣（だいにじかいふないかく）は、海部俊樹が第77代内閣総理大臣に任命され、1990年（平成2年）2月28日から同年12月29日まで続いた日本の内閣。

## 概要
1990年2月の総選挙で大勝した海部首相は組閣にあたって、安倍派が強く推したリクルート事件関係議員の森喜朗や、渡辺派が入閣にこだわっていたロッキード事件有罪議員の佐藤孝行の入閣を拒否し、政務次官人事でも、厚生政務次官に内定していた渡辺派の伊吹文明をリクルート事件に関与していたため次官就任を取り消した。中山太郎外務大臣と橋本龍太郎大蔵大臣は留任した。

## 国務大臣
| 職名                            | 氏名       | 氏名 | 所属                           | 特命事項等                       | 備考                   |
| ------------------------------- | ---------- | ---- | ------------------------------ | -------------------------------- | ---------------------- |
| 内閣総理大臣                    | 海部俊樹   |      | 衆議院 自由民主党 （河本派）   |                                  | 自由民主党総裁 再任    |
| 法務大臣                        | 長谷川信   |      | 参議院 自由民主党 （無派閥）   |                                  | 初入閣 1990年9月13日免 |
| 法務大臣                        | 梶山静六   |      | 衆議院 自由民主党 （竹下派）   |                                  | 1990年9月13日任 再入閣 |
| 外務大臣                        | 中山太郎   |      | 衆議院 自由民主党 （安倍派）   |                                  | 再任                   |
| 大蔵大臣                        | 橋本龍太郎 |      | 衆議院 自由民主党 （竹下派）   |                                  | 再任                   |
| 文部大臣                        | 保利耕輔   |      | 衆議院 自由民主党 （竹下派）   | 国立国会図書館連絡調整委員会委員 | 初入閣                 |
| 厚生大臣                        | 津島雄二   |      | 衆議院 自由民主党 （宮澤派）   | 年金問題担当                     | 初入閣                 |
| 農林水産大臣                    | 山本富雄   |      | 参議院 自由民主党 （安倍派）   |                                  | 初入閣                 |
| 通商産業大臣                    | 武藤嘉文   |      | 衆議院 自由民主党 （中曾根派） |                                  | 再入閣                 |
| 運輸大臣                        | 大野明     |      | 衆議院 自由民主党 （無派閥）   | 新東京国際空港問題担当           | 再入閣                 |
| 郵政大臣                        | 深谷隆司   |      | 衆議院 自由民主党 （中曾根派） |                                  | 初入閣                 |
| 労働大臣                        | 塚原俊平   |      | 衆議院 自由民主党 （安倍派）   |                                  | 初入閣                 |
| 建設大臣                        | 綿貫民輔   |      | 衆議院 自由民主党 （竹下派）   |                                  | 再入閣                 |
| 自治大臣 国家公安委員会委員長   | 奥田敬和   |      | 衆議院 自由民主党 （竹下派）   |                                  | 再入閣                 |
| 内閣官房長官                    | 坂本三十次 |      | 衆議院 自由民主党 （河本派）   |                                  | 再入閣                 |
| 総務庁長官                      | 塩崎潤     |      | 衆議院 自由民主党 （宮澤派）   |                                  | 再入閣                 |
| 北海道開発庁長官 沖縄開発庁長官 | 砂田重民   |      | 衆議院 自由民主党 （宮澤派）   |                                  | 再入閣 1990年9月13日免 |
| 北海道開発庁長官 沖縄開発庁長官 | 木部佳昭   |      | 衆議院 自由民主党 （中曾根派） |                                  | 1990年9月13日任 再入閣 |
| 防衛庁長官                      | 石川要三   |      | 衆議院 自由民主党 （宮澤派）   |                                  | 初入閣                 |
| 経済企画庁長官                  | 相澤英之   |      | 衆議院 自由民主党 （宮澤派）   |                                  | 初入閣                 |
| 科学技術庁長官                  | 大島友治   |      | 参議院 自由民主党 （中曾根派） | 原子力委員会委員長               | 初入閣                 |
| 環境庁長官                      | 北川石松   |      | 衆議院 自由民主党 （河本派）   |                                  | 初入閣                 |
| 国土庁長官                      | 佐藤守良   |      | 衆議院 自由民主党 （竹下派）   | 土地対策担当 花と緑の万博担当    | 再入閣                 |

## 内閣官房副長官・法制局長官
- 内閣法制局長官 - 工藤敦夫
- 内閣官房副長官（政務） - 大島理森
- 内閣官房副長官（事務） - 石原信雄

## 政務次官
- 法務政務次官 - 狩野明男
- 外務政務次官 - 石井一二
- 大蔵政務次官 - 尾身幸次・山岡賢次
- 文部政務次官 - 北川正恭
- 厚生政務次官 - 野呂昭彦
- 農林水産政務次官 - 東力・大塚清次郎
- 通商産業政務次官 - 額賀福志郎・斎藤文夫
- 運輸政務次官 - 二階俊博
- 郵政政務次官 - 川崎二郎
- 労働政務次官 - 加藤卓二
- 建設政務次官 – 金子原二郎
- 自治政務次官 - 中馬弘毅
- 総務政務次官 - 虎島和夫
- 北海道開発政務次官 - 武部勤
- 防衛政務次官 - 谷垣禎一
- 経済企画政務次官 - 高橋一郎
- 科学技術政務次官 - 永野茂門
- 環境政務次官 - 木宮和彦
- 沖縄開発政務次官 - 宮里松正
- 国土政務次官 - 伊藤公介